# 145075 Zipernowsky
A 145075 Zipernowsky (ideiglenes jelöléssel (145075) 2005 GV33) a Naprendszer kisbolygóövében található aszteroida. Sárneczky Krisztián fedezte fel 2005. április 6-án.